# ساندی ایرلاینز
ساندی ایرلاینز (انگلیسی: Sunday Airlines) شرکت هواپیمایی قزاقستانی است، که در سال ۲۰۱۳ تأسیس شد.